# دیشا واکانی
دیشا واکانی (انگلیسی: Disha Vakani؛ زادهٔ ) هنرپیشه اهل کشور هند است. وی از سال ۱۹۹۷ میلادی تاکنون مشغول فعالیت بوده‌است. از فیلم‌هایی که وی در آنها بازی کرده است، می‌توان به فیلم گل و آتش(۱۹۹۹)، دوداس(۲۰۰۲) و جودها اکبر(۲۰۰۸) اشاره نمود.